# 怀洪新河
怀洪新河是淮河中游左岸的一条大型人工河道，因西起安徽省怀远县，东止于洪泽湖故名。全长121.55公里，汇水面积1.2平方公里。怀洪新河主要功能是分泻淮河干流和涡河洪水2000m3，满足淮河干流中游抵御100-200年一遇洪水的要求，确保淮北大堤安全，提高漴潼河水系排涝能力，兼顾蓄引水灌溉、航运等综合效益。

## 工程历史
1970年5月，安徽省治淮规划办公室编制了怀洪新河工程方案。
1971年国务院治淮规划领导小组办公室将怀洪新河与茨淮新河确定为治淮战略性骨干工程。1972年3月，中华人民共和国国务院批准批准开工。1972年5月破土动工。至1976年3月完成了双沟切岭、老淮河切滩疏浚、双沟切岭段边坡防护、双沟公路桥等4项工程（均在江苏双沟境内）。1978年5月宿县地委向上级提出报告，对已批准的怀洪新河规划方案提出不同意见，1979年3月12日因此停建下马。
1991年11月5日，成立安徽省怀洪新河工程总指挥部，1991年11月16日，在固镇县新马桥镇解河岸重举行了怀洪新河工程开工典礼。
1998年6月9日，经省政府批准，安徽省怀洪新河河道管理局成立。2000年春夏连旱，怀洪新河河道管理局两次开启何巷闸提水抗旱，有效地缓解了两岸的旱情。2003年淮河发生了1954年以来最大的流域性洪水，怀洪新河首次投入抗洪，7月4日开启何巷闸，最大分洪流量1540立方米每秒，历时18天共分洪16.7亿立方米，降低蚌埠闸上水位0.3～0.5米，减轻了淮河干流防洪压力。2004年，怀洪新河安徽段已完成批准设计内容，完成筑堤252公里，具备了分洪、除涝、灌溉、航运等综合功能。2004年9月2日，怀洪新河通过了水利部组织的竣工验收。2007年淮河流域的大洪水中，怀洪新河再次分洪.2009年冬春，淮河以北地区发生仅次于1958年的特大干旱，怀洪新河及时引水提供灌溉水源

## 干流概况
怀洪新河利用符怀新河和漴潼河等河道兴建，起点从安徽省怀远县涡河入淮口附近左岸何巷闸分水，分泄涡河、淮河洪水，并纳入北淝河、澥河、浍河、沱河、石梁河来水，注入洪泽湖溧河洼。设计分洪流量2000立方米每秒，出口排涝流量1650立方米每秒，排洪流量4710立方米每秒。怀洪新河的建成，使淮北大堤防洪标准提高到100年一遇。
怀洪新河根据其所利用的原有河段，由何巷闸向下依次可分为以下部分：
- 符怀新河段：何巷闸（怀远县城关镇何巷村，接入涡河）至新胡洼闸（固镇县新马桥镇胡洼村）段，长26.48公里，原为1958年安徽淮北河网化开挖的符怀新河怀远县段，后在此基础上扩宽，形成怀洪新河上游段；纳入新淝河
- 澥河洼段：新胡洼闸至固镇县刘集镇南部九湾社区浍河汇入段，长14.98公里，纳入澥河；
- 香涧湖段：怀洪新河于固镇县九湾左汇浍河后，进入浍河洼香涧湖，长31.08公里；至五河县小圩镇山西庄。
- 新浍河段：怀洪新河沿香涧湖东南流至五河县小圩镇山西庄进入新浍河段，此段原是1952年实施内外水分流开挖的人工河道，新浍河东流至五河县城西，右岸有新开河经五河分洪闸入淮，再东北流至新开沱河闸纳沱河、沱湖来水，至十字岗（属五河县城关镇）进入漴潼河段，长13.64公里；
- 漴潼河段：五河县城关镇十字岗村至杨庵农场（属五河县城关镇，地处安徽、江苏两省交界）段，长9.06公里，漴潼河原为20世纪50年代初内外水分流工程沿漴河和潼河疏浚开挖而成，现怀洪新河就是在此基础上向左岸拓宽浚深的河道；
- 峰山切岭引河：位于江苏省泗洪县西南峰山乡，长10.23公里，此段又分引河段（长6.32公里）和峰山切岭段两部分；
- 窑河段：长12.14公里，此段系利用原窑河河道扩挖而成；
- 双沟切岭引河：位于泗洪县双沟镇东南，长3.94公里，上接窑河段，下通洪泽湖溧河洼；
- 老淮河和下草湾引河：该段原为漴潼河下游入洪泽湖溧河洼河道，现在成为怀洪新河入溧河洼的另一通道。

## 流域概况
怀洪新河流域地处淮北平原，位于濉河以南、涡河以北，紧临淮北临淮一带，西起河南省东部，东到江苏省泗洪县溧河洼，主要部分位于安徽省北部。流域内多年平均年降水量800～900毫米，多集中在6月中下旬到9月上中旬。整个流域属于淮北冲积平原，地势西高东低。流域内历史上水旱灾害频发。